# Diego Camacho y Ávila

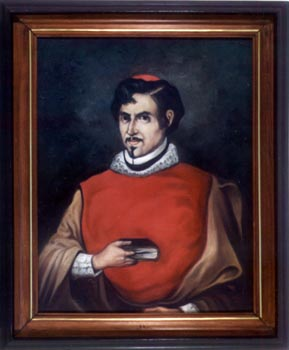
Diego Camacho

Diego Camacho y Ávila (Badajoz, 12 november 1652 - 19 oktober 1712) was een rooms-katholieke geestelijke. Camacho y Ávila was aartsbisschop van het aartsbisdom Manilla en bisschop van het bisdom Guadalajara.

## Biografie
Camacho y Ávila werd geboren op 12 november 1652 in Badajoz. Hij werd op 28 november 1695 benoemd tot aartsbisschop van Manilla. Zijn wijding tot bisschop vond plaats op 19 augustus 1696 in de kathedraal van Puebla in Mexico. Nadien reisde hij door naar de Filipijnen, waar Camacho op 13 november 1697 werd hij geïnstalleerd als de nieuwe aartsbisschop. In zijn periode in Manilla investeerde hij veel geld in de verbetering van de kathedraal van Manilla. Camacho zette zich in voor het oprichten van een seculiere seminarie en was de eerste aartsbisschop die ook Filipijnse priesters wijdde. Zijn inzet voor de seculiere geestelijken zorgde ervoor dat hij in conflict raakte met de geestelijken van de diverse in de Filipijnen actieve rooms-katholieke ordes. Op 14 januari 1704 werd Camacho y Ávila benoemd tot bisschop van Guadalajara in Mexico, waarna op 24 mei 1707 zijn installatie als bisschop daar volgde. In 1712 overleed hij op 59-jarige leeftijd.